# Західноафриканський час
|  | UTC-1 | Час Кабо-Верде |
|  | UTC   | Західноєвропейський час · Час за Гринвічем                                                                                  |
|  | UTC+1 | Центральноєвропейський час · Західноафриканський час · Західноєвропейський літній час                                       |
|  | UTC+2 | Східноєвропейський час · Центральноафриканський час · Західноафриканський літній час · Південноафриканський стандартний час |
|  | UTC+3 | Східноєвропейський літній час · Східноафриканський час                                                                      |
|  | UTC+4 | Час Маврикію · Час Сейшельських Островів                                                                                    |

Західноафрика́нський час (англ. West Africa Time, WAT) — часовий пояс, який використовується в центрально-західній частині Африки. Час збігається з центральноєвропейським часом (UTC+1).
Оскільки цей пояс використовується переважно біля екватора, тривалість дня протягом року майже не відрізняється і перехід на літній час не здійснюється.
Західноафриканський час використовується в таких країнах:
- Алжир
- Ангола
- Бенін
- Габон
- ДР Конго (захід)
- Екваторіальна Гвінея
- Камерун
- Республіка Конго
- Марокко
- Нігер
- Нігерія
- Центральноафриканська Республіка
- Чад
- Туніс